# منتخب جزر سليمان لكرة الصالات
منتخب جزر سليمان الوطني لكرة قدم الصالات (بالإنجليزية: Solomon Islands national futsal team) هو ممثل جزر سليمان الرسمي في المنافسات الدولية في كرة الصالات .